# Оуян Сю
Оуя́н Сю (кит. трад. 歐陽修, упр. 欧阳修, пиньинь Ōuyáng Xiū) (1007 — 22 сентября 1072) — китайский государственный деятель, историограф, эссеист и поэт эпохи Сун. Его многосторонние дарования ставят его вровень с деятелями европейского Возрождения.
Также известен под вторым именем Юншу 永叔, в конце жизни — под придуманным им самим прозвищем «старый пьяница» 醉翁, и как «Отшельник Лю-и» 六一居士, где Лю-и составлено из числительных «шесть» и «один», то есть «один из шести». На вопрос, о каких «шести» идёт речь, он однажды ответил своему гостю, что в его доме всегда есть 10 000 книг, 1 000 древних свитков, в том числе времён династий Ся, Шан и Западная Чжоу, один гуцинь, один набор шахмат и один чайник вина. Проведший жизнь среди этих пяти, он шестой.

## Биография
В 1010 году, когда Оуян Сю было 3 года, умер его отец Оуян Гуань; семью покойного взял на попечение брат отца Оуян Е и перевез в Суйчжоу (Хубэй), к месту своей службы. В семье не хватало средств, и тогда мать Оуян Сю лично взялась за первонач. обучение сына — согласно легенде, преподавала ему грамоту, выводя тростинкой иероглифы прямо на земле; мальчик оказался очень способным. В 1023 Оуян Сю выдержал обл. экзамены и отправился в столицу, где в 1030 принял участие в экзаменах на степень цзиньши и блестяще их выдержал, пройдя по списку первым; несколько месяцев спустя он получил первую в своей жизни чиновничью должность, в управлении наместника Западной столицы (тогдашнее название г. Лояна, современная провинция Хэнань). В 1034, завершив трехлетний срок службы в Лояне, Оуян Сю вернулся в столицу и был назначен в императорское книгохранилище. Оказавшись при дворе, молодой и амбициозный ученый немедленно включился в политическую борьбу.
Вместе с Фань Чжунъянем, своим учителем, руководил сунскими реформами 1040-х гг., предвосхитившими реформы Ван Аньши. Неоднократно попадал в опалу и был отослан ото двора. Окончательное возвращение Оуян Сю ко двору произошло лишь в 1054, когда он стал членом придворной Академии Ханьлинь и получил распоряжение о составлении новой истории династии Тан. В 1055 Оуян Сю ездил посольством к киданям — по случаю восхождения на трон Дао-цзуна (на троне 1055—1100), очередного ляоского монарха из рода Елюй.
В 1053 под его руководством была составлена хроника «Исторические записки о пяти династиях» («У дай ши цзи»), а в 1060 один из важнейших трудов китайской историографии, «Новая история династии Тан» («Синь Тан шу»). Формально Оуян Сю был одним из редакторов, курировавших данный проект, но его взгляды ученого-историка и мыслителя оказали столь значительное влияние на готовящийся труд, что именно он признан его главным составителем.
Оуян Сю знаменит как прозаик и поэт — мастер обоих поэтических жанров эпохи (ши 诗 и цы 词). Обогатил эссеистику созданием жанра шихуа (рассуждения о стихах). Также был автором крупнейшего палеографического труда эпохи «Собрание древних надписей с пояснениями», в котором привёл и прокомментировал сотни древних надписей на металле и камне. Русскому читателю наиболее известны его автобиографические тексты в прозе — «Записки хмельного старца» (1046) и «Биография Отшельника Лю-и» (1070). Некоторые из его сочинений опубликованы на русском языке в сборниках 1959 года «Китайская классическая проза» и «Поэзия эпохи Сун».
Оуян Сю как крупному историку принадлежит первенство в отрицании определения легитимности китайских династий по сверхъестественным признакам-«знамениям» и теории «пяти элементов». Вместо этого он руководствуется степенью политической унификации китайских территорий. Его рассуждение «О группировках» (朋黨論) стало важным идеологическим документом, к которому обращались сторонники Дунлинского движения (東林黨, эпоха Мин), а также император Юнчжэн в 1724 г.
В подражание имени Оуян Сю было придумано имя Оуянцев-Сю в детективах Хольма ван Зайчика — это русско-китайский детектив, персонаж цикла «Плохих людей нет».

## Переводы на русский
На русском имеются переводы в общей сложности около 30 поэтических произведений Оуян Сю, выполненных М. Басмановым, И. Голубевым, Л. Черкасским и Г. Ярославцевым, и 6 прозаических произведений, выполненных академиком В. М. Алексеевым, Б. А. Васильевым и И. А. Алимовым.
- Антология китайской поэзии. Т. 3. М., 1957, с. 27-28;
- Китайская пейзажная лирика. М., 1984, с. 107—117;
- Классическая поэзия Индии, Китая, Кореи, Вьетнама. М., 1977, с. 334—338;
- Поэзия эпохи Сун. М.,1959, с. 72-95;
- Цветет мэйхуа. М., 1979, с. 97-110;
- Печали радости. Двенадцать поэтов эпохи Сун: пер с кит. / Сост. Е. А. Серебряков и Г. Б. Ярославцев. М., 2000. (Мир поэзии)
- Алимов И. А. Вслед за кистью: Материалы к истории сунских авторских сборников бицзи. Исследования, переводы. Часть II. —СПб.: «Петербургское Востоковедение», 2004. [Оуян Сю. Шихуа отшельника Лю-и]
- Шедевры китайской классической прозы в переводах академика В. М. Алексеева. Т. 2. М., 2006, с. 213—278.